# Volgelsheim
Volgelsheim is een gemeente in het Franse departement Haut-Rhin in de regio Grand Est. De gemeente telde 2.714 inwoners op 1 januari 2022.

## Geschiedenis
De gemeente maakte voor 2015 deel uit van het arrondissement Colmar en kanton Neuf-Brisach. Op 1 januari 2015 fuseerde het arrondissement met het arrondissement Ribeauvillé tot het arrondissement Colmar-Ribeauvillé. Toen op 22 maart 2015 het kanton werd opgeheven werden de gemeenten ervan opgenomen in het kanton Ensisheim.

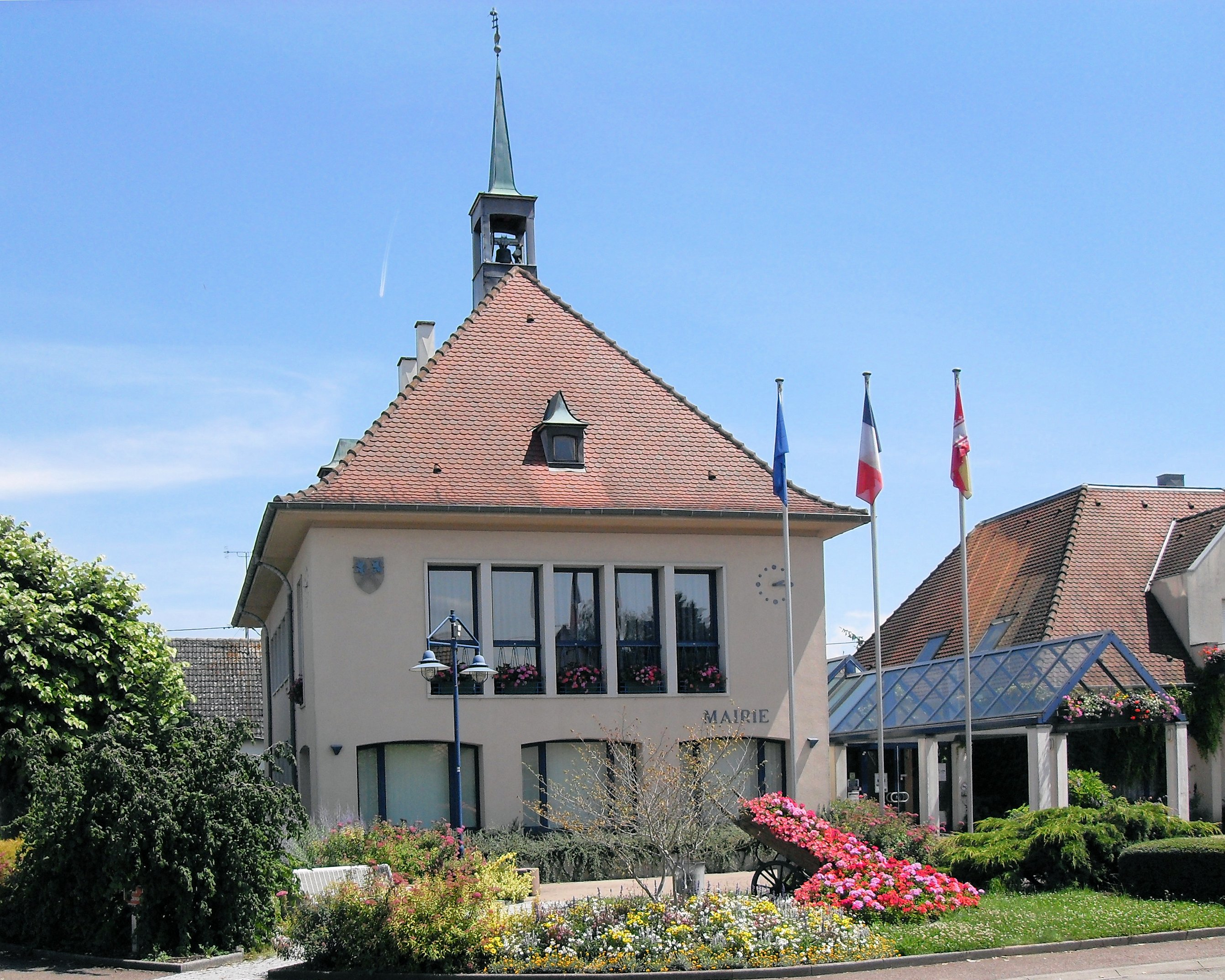
Gemeentehuis

## Geografie
De oppervlakte van Volgelsheim bedraagt 8,64 vierkante kilometer; Op 1 januari 2022 was de bevolkingsdichtheid 314,1 inwoners per km².

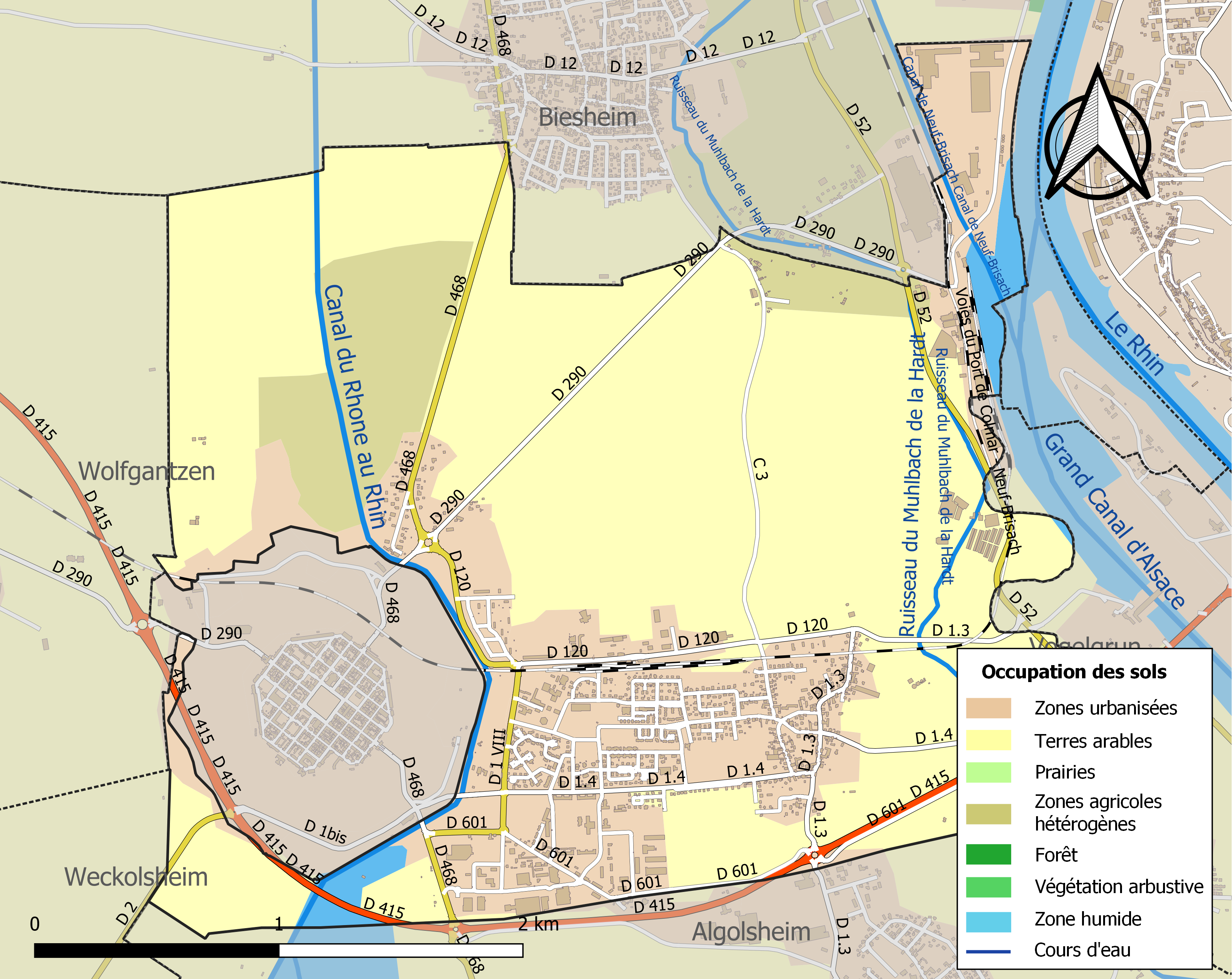
Kaart van de gemeente met de belangrijkste infrastructuur, bodemgebruik en omliggende gemeenten

## Demografie
Onderstaande figuur toont het verloop van het inwonertal.

## Verkeer en vervoer
In de gemeente staat het spoorwegstation Volgelsheim, dat nu enkel nog voor een toeristische spoorlijn wordt gebruikt. Voorheen was dit het station Neuf-Brisach Gare, dat de nabijgelegen vestingstad Neuf-Brisach bediende.